# Lester Allan Pelton
Pour les articles homonymes, voir Pelton.

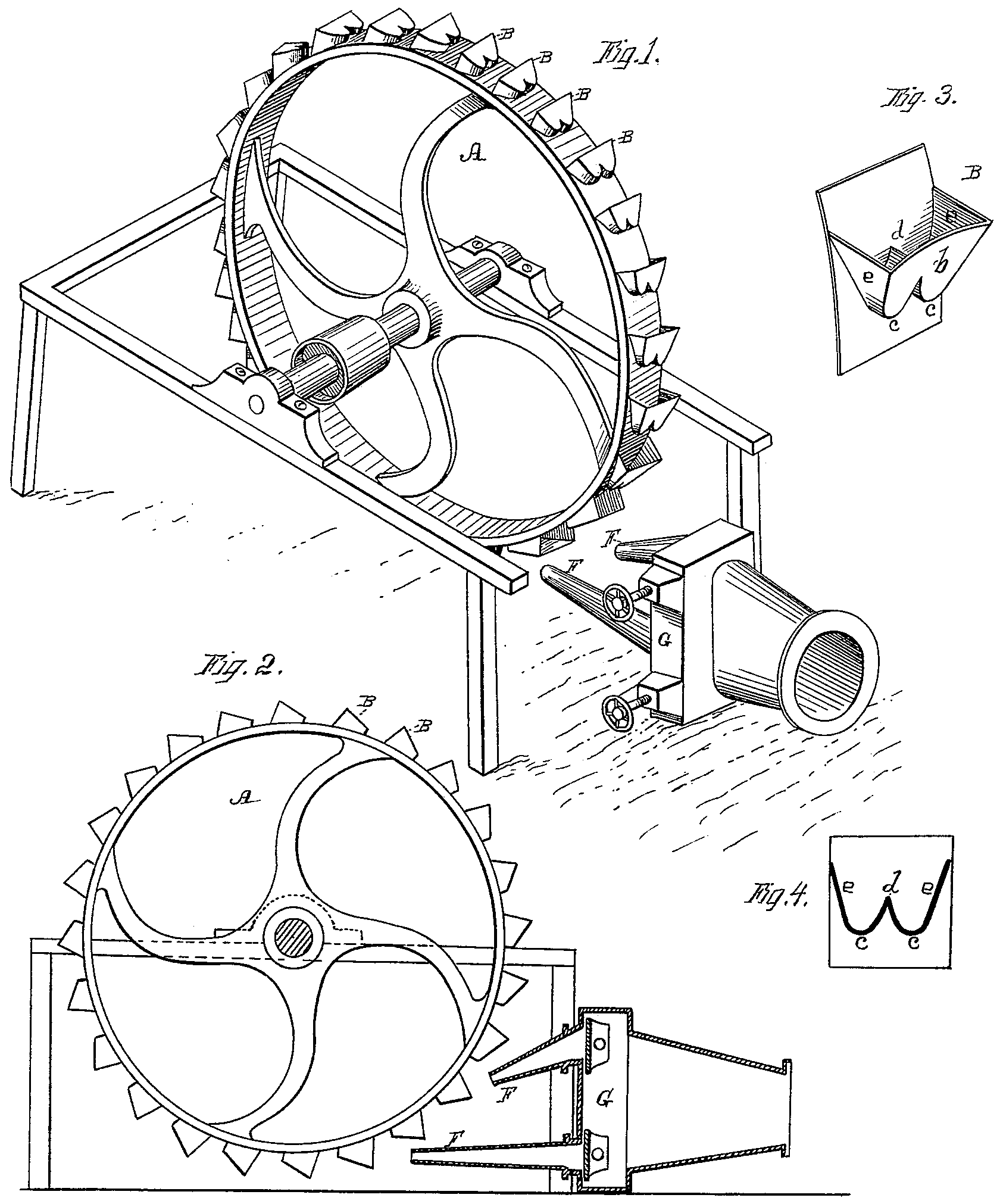
L'invention de Lester Allan Pelton.

Lester Allan Pelton (5 septembre 1829 à Vermilion dans l'Ohio aux États-Unis - 14 mars 1908) est l'inventeur de la roue à action qui porte son nom et qui est largement utilisée dans les centrales hydroélectriques modernes.

## Biographie
Lester Allan Pelton part en 1850 en Californie lors de la ruée vers l'or. Il travaille à cette époque comme charpentier et meunier.
D'après un article de W. F. Durand, rédigé en 1939 à l'université Stanford, l'invention de Pelton est en partie due à une observation fortuite effectuée en 1870. En effet, regardant une roue de moulin à godets dont le jet d'eau est décalé, il constate que la roue tourne plus vite.